# Emma Booth (Schauspielerin)

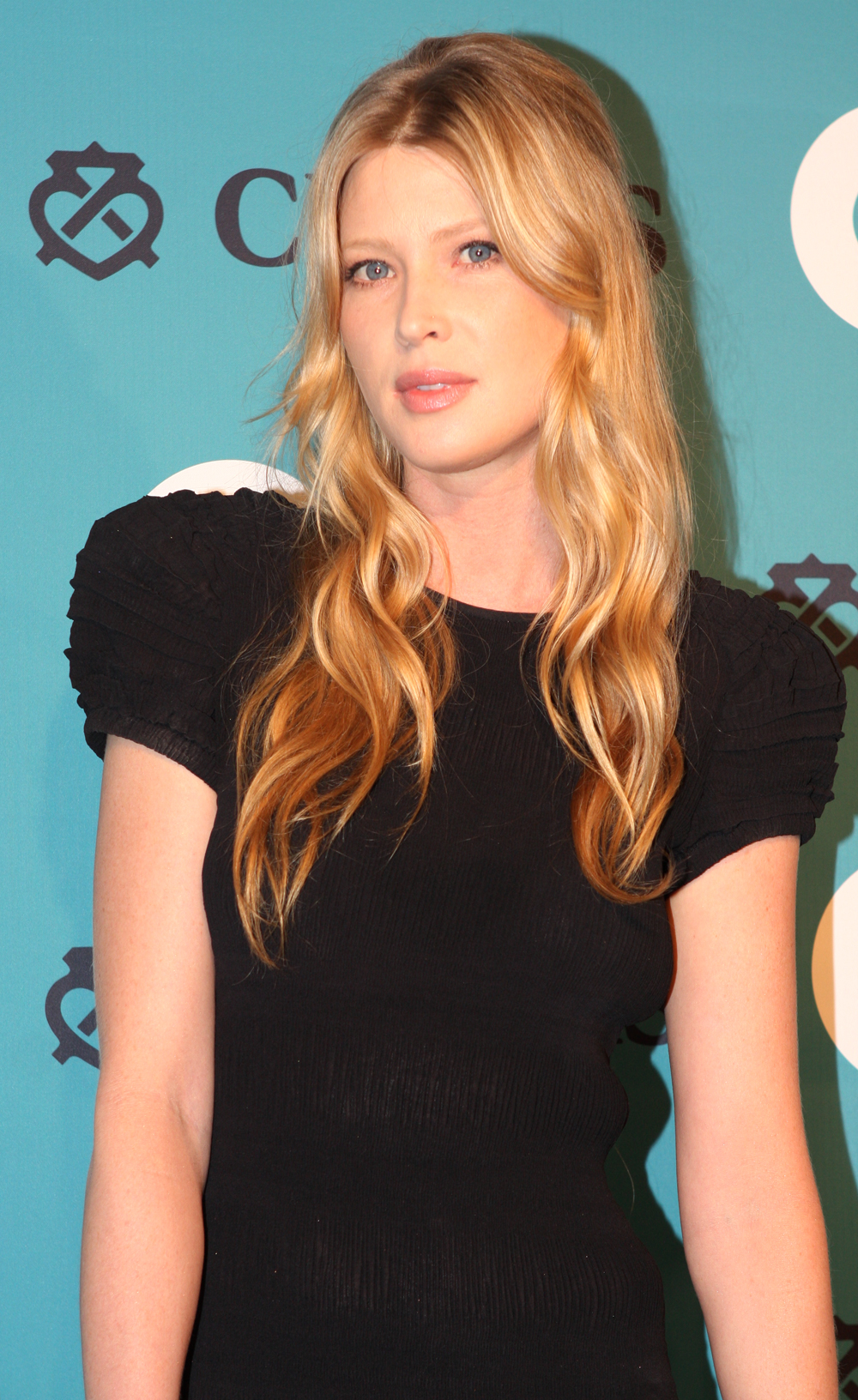
Emma Booth (2012)

Emma Booth (* 28. November 1982 in Denmark, Western Australia) ist eine australische Schauspielerin und Model.

## Leben
Booth wuchs in der australischen Hafenstadt Fremantle an der Westküste Australiens auf. Im Alter von 14 Jahren erhielt sie einen Modelvertrag mit der Agentur Chic Model Management. Ab ihrem 15. Lebensjahr modelte sie in Tokio, New York, Paris und Mailand.
Booth gab ihr Schauspieldebüt 1996 in der australischen Fernsehserie Bush Patrol. Im Jahr 2007 war sie in dem Film Clubland zu sehen, der beim Sundance Film Festival uraufgeführt wurde. Für ihre schauspielerische Leistung in dem Film wurde sie mit dem Film Critics Circle of Australia Award als beste Nebendarstellerin ausgezeichnet. Es folgten Auftritte in den Fernsehserien All Saints (2007) und Underbelly – Krieg der Unterwelt (2010) sowie in den Spielfilmen The Boys Are Back – Zurück ins Leben und Blood Creek (beide 2009), Parker und Spuren (beide 2013). Von 2015 bis 2019 war sie in einer Hauptrolle in der Fernsehserie Glitch zu sehen. 
In dem australischen Spielfilm Hounds of Love aus dem Jahr 2016 verkörperte sie die Frau eines Serienmörders. Für ihre schauspielerische Leistung in dem Film wurde sie unter anderem mit dem AACTA Award und dem Film Critics Circle of Australia Award als beste Hauptdarstellerin ausgezeichnet. Ihre Darbietung in dem Kinderfilm Das Blubbern von Glück (2019) brachte ihr eine weitere Nominierung für den AACTA-Award ein. Im Jahr 2020 war sie in der Fernsehserie The Gloaming zu sehen.

## Filmografie (Auswahl)
- 1996–1997: Bush Patrol (Fernsehserie, 7 Episoden)
- 2003: The Shark Net (Fernsehserie, 2 Episoden)
- 2006: Small Claims – The Reunion (Fernsehfilm)
- 2006: Who Killed Dr Bogle and Mrs Chandler (Fernsehfilm)
- 2007: Clubland
- 2007: All Saints (Fernsehserie, 2 Episoden)
- 2007: The Circuit (Fernsehserie, 2 Episoden)
- 2009: 3 Acts of Murder (Fernsehfilm)
- 2009: The Boys Are Back – Zurück ins Leben (The Boys Are Back)
- 2009: Blood Creek (Town Creek)
- 2010: Underbelly – Krieg der Unterwelt (Underbelly, Fernsehserie, 13 Episoden)
- 2010: Pelican Blood
- 2011: Cloudstreet (Fernsehserie, 3 Episoden)
- 2011: Swerve – Falscher Ort, falsche Zeit (Swerve )
- 2012: Jack Irish – Bad Debts (Fernsehfilm)
- 2013: Parker
- 2013: Spuren (Tracks)
- 2015–2019: Glitch (Fernsehserie, 18 Episoden)
- 2016: Gods of Egypt
- 2016: Hounds of Love
- 2017: Blue Murder – Killer Cop (Fernsehserie, 2 Episoden)
- 2017–2018: Once Upon a Time – Es war einmal … (Once Upon a Time, Fernsehserie, 12 Episoden)
- 2018: Extinction
- 2019: Das Blubbern von Glück (H Is for Happiness)
- 2020: The Gloaming (Fernsehserie, 8 Episoden)
- 2021: Jack Irish (Fernsehserie, 3 Episoden)
- 2023: Devil’s Peak (Where All Light Tends to Go)
- seit 2023: Paper Dolls (Fernsehserie)
- 2024: The Reunion

## Auszeichnungen (Auswahl)
- 2008: Auszeichnung mit dem Film Critics Circle of Australia Award als beste Nebendarstellerin in dem Film Clubland
- 2017: Auszeichnung mit dem AACTA Award als beste Hauptdarstellerin in dem Film Hounds of Love
- 2018: Auszeichnung mit dem Film Critics Circle of Australia Award als beste Hauptdarstellerin in dem Film House of Love
- 2020: Nominierung für den AACTA-Award als beste Nebendarstellerin in dem Film Das Blubbern von Glück